# Stenhusgården-Bondegården-Prästebolet
Stenhusgården-Bondegården-Prästebolet este o arie protejată (arie specială de conservare — SAC, sit de importanță comunitară — SCI) din Suedia întinsă pe o suprafață de 7 ha, integral pe uscat.

## Localizare
Centrul sitului Stenhusgården-Bondegården-Prästebolet este situat la coordonatele 58°03′35″N 13°38′08″E / 58.0597°N 13.6355°E.

## Înființare
Situl Stenhusgården-Bondegården-Prästebolet a fost declarat sit de importanță comunitară în aprilie 2004 pentru a proteja un număr necunoscut de specii din flora spontană și fauna sălbatică aflate în arealul zonei. Situl a fost protejat și ca arie specială de conservare în martie 2011.

## Biodiversitate
Situată în ecoregiunea boreală, aria protejată conține 2 habitate naturale: Pajiști uscate seminaturale și facies de acoperire cu tufișuri pe substraturi calcaroase (Festuco-Brometalia) (* situri importante pentru orhidee), Fânețe de joasă altitudine (Alopecurus pratensis, Sanguisorba officinalis).
La baza desemnării sitului se află un număr nedeclarat de specii protejate.